# جاي تي وايز
جاي تي وايز (بالإنجليزية: J. T. Wise)‏ هو لاعب كرة قاعدة أمريكي، ولد في 2 يونيو 1986 في أورلاندو في الولايات المتحدة.

## وصلات خارجية
- جاي تي وايز على موقع دوري كرة القاعدة الرئيسي (الإنجليزية)
- جاي تي وايز على موقعبيزبول رفرنس.كوم (الدوري الثانوي) (الإنجليزية)